# Полунов, Александр Юрьевич
Алекса́ндр Ю́рьевич Полуно́в (род. 8 декабря 1966; Харьков, УССР, СССР) — российский историк, доктор исторических наук, профессор кафедры межэтнических и межконфессиональных отношений факультета государственного управления МГУ им. М. В. Ломоносова, заместитель декана по научной работе.
Автор более тридцати монографий, а также ряда учебных пособий и многочисленных научных статей и докладов как в России, так и за рубежом. В сферу научных интересов Полунова входят следующие дисциплины: история русского консерватизма, церковно-государственных отношений и этноконфессиональной политики самодержавия во второй половине XIX — начале XX века, этнополитические процессы на постсоветском пространстве, национальная политика Российской Федерации после 1991 года.

## Биография
В 1984 году поступил на исторический факультет МГУ им. М. В. Ломоносова, который окончил 1989 году. В 1992 году защитил диссертацию на соискание учёной степени кандидата исторических наук на тему «Ведомство православного исповедания под властью К. П. Победоносцева: 1881—1894 гг.» (специальность — 07.00.02 Отечественная история). С 1 сентября 1993 ― профессор факультета государственного управления МГУ. В 1997 году за монографию «Под властью обер-прокурора. Государство и церковь в эпоху Александра III» был удостоен премии им. И. И. Шувалова. С 20 октября 1999 года ― доцент по кафедре истории Российского государства. С 2000 по 2010 год вёл занятия в филиале МГУ в Севастополе. Там же с 2006 по 2009 год состоял на должности заведующего кафедрой управления. Также является заместителем декана по научной работе. Входит в состав Учёного совета факультета государственного управления МГУ. В 2011 году защитил докторскую диссертацию на тему «К. П. Победоносцев в общественно-политической и духовной жизни России» (специальность — 07.00.02 Отечественная история). Научный консультант — доктор исторических наук, профессор Л. Г. Захарова. Официальные оппоненты — доктор исторических наук М. Г. Вандалковская, доктор исторических наук, профессор А. И. Комиссаренко и доктор исторических наук Ф. А. Петров. Ведущая организация — МПГУ. С 2013 года — профессор кафедры межэтнических и межконфессиональных отношений.
Полунов читал курсы по «Истории России», «Истории религий в России», «Национальным отношениям», «Истории отечественного государственного управления» и «Современной России: основные тенденции развития». Также читает лекции по предмету «Национальные отношения» в рамках программы межфакультетских курсов и ведёт семинары со студентами бакалавриата, магистратуры, второго высшего образования (факультеты государственного управления и журналистики, юридический и филологический факультеты). Участвовал в ряде российских и международных исследовательских проектах (гранты РГНФ, Рособразования, программы Фулбрайт, Института им. Дж. Кеннана, стипендия им. Дидро и др.). Выступал с лекциями и докладами в университетах и научных учреждениях США (Колумбийский университет), Китае (УЭНТК), Англии, Франции, Германии, Польши и Украины.
Кроме прочего, Полунов выступает в таких СМИ, как ― телеканалы «Культура», «365 дней ТВ», радио «Голос России» и др. Является членом редколлегии издания «Материалы по истории русской церкви» (М.).

## Награды и премии
- премия имени И. И. Шувалова (МГУ, 1997)
- премия имени С. Н. Трубецкого (ФГУ МГУ, 2006)
- премия имени С. Н. Трубецкого (ФГУ МГУ, 2012)

## Научные труды

### Монографии
на русском языке
- Полунов А. Ю. Под властью обер-прокурора. Государство и церковь в эпоху Александра III / Послесл. Л. Г. Захаровой. — М.: АИРО-XX, 1996. — 141 с. — ISBN 5-88735-024-5.
- Полунов А. Ю., Соловьёв И. В. Жизнь и труды академика Е. Е. Голубинского. — М.: Крутиц. патриаршее подворье, 1998. — 253 с. — ISBN 5-7873-0031-0.
- Полунов А. Ю. Константин Петрович Победоносцев вехи политической биографии. — М.: Макс Пресс, 2010. — 177 с. — ISBN 978-5-317-03195-4.
- Полунов А. Ю. К. П. Победоносцев в общественно-политической и духовной жизни России. — М.: РОССПЭН, 2010. — 374 с. — (Люди России). — ISBN 978-5-8243-1491-5.

на других языках
- Polunov A. U. by T. C. Owen, L. G. Zakharova Russia in the nineteenth century: autocracy, reform, and social change, 1814—1914. — Armonk, New York—London: M. E. Sharpe, 2005. — 286 p. — ISBN 978-0-7656-0671-6.

### Отечественная история. Энциклопедия
- Полунов А. Ю. Александр III // Отечественная история. Энциклопедия. — 1994. — Т. I. — С. 56.
- Полунов А. Ю. П. А. Валуев // Отечественная история. Энциклопедия. — 1994. — Т. I. — С. 332.
- Полунов А. Ю. Контрреформы // Отечественная история. Энциклопедия. — 2000. — Т. З. — С. 34—35.
- Полунов А. Ю. Либеральные бюрократы // Отечественная история. Энциклопедия. — 2000. — Т. З. — С. 347—348.

### Статьи
на русском языке
- Полунов А. Ю. Церковная школа для народа в конце XIX в. // Журнал Московской патриархии. — 1993. — № 6. — С. 56—59.
- Полунов А. Ю. Православие в Остзейском крае и политика правительства Александра III // Россия и реформы. — 1993. — Вып. 2. — С. 66—76.
- Полунов А. Ю. Рец. на кн.: Великая ложь нашего времени. М., 1993 // Вопросы философии. — 1993. — № 8. — С. 185—189.
- Полунов А. Ю. К. П. Победоносцев о В. В. Розанове // Вопросы философии. — 1993. — № 12. — С. 87—89.
- Полунов А. Ю. Рец. на кн.: Российские самодержцы. 1801—1917. М., 1993 // Уральский исторический вестник. — Екатеринбург, 1994. — № 4. — С. 170—176.
- Полунов А. Ю. К. П. Победоносцев, Святейший Синод и архиереи в 1881—1894 гг. // Вестник Московского университета. Серия 8. История. — 1994. — № 4. — С. 22—33.
- Полунов А. Ю. «Правил — как завещал отец?» (Выступление за «круглым столом» редакции, посвящённом эпохе Александра III) // Родина. — 1994. — № 11. — С. 40—46.
- Полунов А. Ю. Рыцарь несвободы // Родина. — 1995. — № 1. — С. 102—104.
- Полунов А. Ю. Духовное ведомство и православие на востоке Российской империи (Поволжье и Забайкалье) в 1880-е — начале 1890-х гг. // Россия и Восток: проблемы взаимодействия. Ч. I. — Челябинск, 1995. — С. 67—69.
- Полунов А. Ю. К. П. Победоносцев в 1881 г. (письма к Е.Ф.Тютчевой) // Река времён. Книга 1. — 1995. — С. 178—189.
- Полунов А. Ю. О. Иоанн Кронштадтский и К.П. Победоносцев (1883 г.) // Река времён. Книга 2. — 1995. — С. 86—93.
- Полунов А. Ю. Государство и религиозное инакомыслие в России (1880-е — начало 1890-х годов) // Россия и реформы. — 1995. — Вып. З. — С. 126—141.
- Полунов А. Ю. Романовы: между историей и идеологией // Исторические исследования в России. Тенденции последних лет. — 1996. — С. 83—99.
- Полунов А. Ю. Рец. на альманах «Российский архив» // Вопросы истории. — 1997. — № 1. — С. 165—166.
- Полунов А. Ю. Церковь, власть и общество в России (1880-е — первая половина 1890-х гг.) // Вопросы истории. — 1997. — № 11. — С. 125—136.
- Полунов А. Ю. К. П. Победоносцев — человек и политик // Отечественная история. — 1998. — № 1. — С. 42—55.
- Полунов А. Ю. Духовное ведомство и униатский вопрос (1880-е - начало 1890-х гг.) // П. А. Зайончковский. 1904-1983. Статьи, публикации и воспоминания. — 1998. — С. 256—265.
- Полунов А. Ю. Государство и церковь в эпоху Александра III // Государственное управление: исторические аспекты. — 1998. — С. 62—65.
- Полунов А. Ю., Соловьёв И. В. Е. Е. Голубинский: историк и его время // Жизнь и труды академика Е. Е. Голубинского. — 1998. — С. 5—29.
- Полунов А. Ю. К. П. Победоносцев и русское духовенство // Вестник Российского гуманитарного научного фонда. — 2000. — С. 144—153.
- Полунов А. Ю. Рец. на кн.: Of Religion and Empire. Ed. by R. Geraci and M. Khodarkovsky Cornell University Press: Ithaca-London, 2001. // Отечественная история. — 2003. — № 5.
- Полунов А. Ю. Обсуждаем энциклопедию «Общественная мысль России XVIII — начала XIX вв.» (выступление за круглым столом) // Отечественная история. — 2006. — № 4. — С. 93—94.
- Полунов А. Ю. К. П. Победоносцев и французские консерваторы // Историки размышляют. — 2003. — Вып. 4. — С. 55—66.
- Полунов А. Ю. Народные дома и народные университеты // Россия: удачи минувшего века. — 2004. — С. 90—97.
- Полунов А. Ю., Соловьёв И. В. Историческое введение // Отзывы епархиальных архиереев по вопросу о церковной реформе. 4.1.. — 2004. — С. 5—26.
- Полунов А. Ю. К. П. Победоносцев и общественно-политическая жизнь Великобритании (1870-е - начало 1900-х гг.) // Константин Петрович Победоносцев: мыслитель, учёный, человек. — СПб., 2007. — С. 87—93.
- Полунов А. Ю. Опыт реформ // Владимир Путин: рано подводить итоги. — 2007. — С. 88—128.
- Полунов А. Ю. Обер-прокуратура Святейшего Синода: основные этапы становления и развития (XVIII - середина XIX в.) // Пётр Андреевич Зайончковский. Сборник статей и воспоминаний к столетию историка. — 2008. — С. 231—260.
- Полунов А. Ю. Рец. на кн.: Nicholas В. Breyfogle. Heretics and Colonizers: Forging Russia's Empire in the South Caucasus. Cornell University Press: I&aca - London, 2005. // Отечественная история. — 2006. — № 6. — С. 207—209.
- Полунов А. Ю. К. П. Победоносцев в восприятии французских учёных и публицистов // Отечественная история. — 2007. — № 6. — С. 138—144.
- Полунов А. Ю. К. П. Победоносцев в 3880-е - начале 1890-х гг.: механизмы воздействия на общественное мнение // Вестник Российского университета дружбы народов. Серия «История России». — 2010. — № 1. — С. 60—73.
- Полунов А. Ю. Система власти и управления самодержавной России в воззрениях К.П. Победоносцева // Вестник Московского университета. Серия 21. Управление (государство и общество). — 2010. — № 3. — С. 131—146.
- Полунов А. Ю. К. П. Победоносцев в начале царствования Александра III: к истории борьбы в «верхах» после 1 марта 1881 г. // Вестник Московского университета. Серия 8. История. — 2010. — № 4. — С. 35—47.
- Полунов А. Ю. Рец. на кн.: Схиммельпеннинк ван дер Ойе, Дэвид. Навстречу Восходящему солнцу: как имперское мифотворчество привело Россию к войне с Японией. — М.: Новое литературное обозрение, 2009 // Российская история. — 2010. — № 5. — С. 203—220.
- Полунов А. Ю. Власть, идеология и проблемы исторического самосознания: русское население Крыма в 2005—2010 гг. // Государственное управление. Электронный вестник. — М.: ФГУ МГУ им. М. В. Ломоносова. — Вып. 28. — С. 1—12. — ISSN 2070-1381.

на других языках
- Kirche und Gesellschaft in der Aera Alexander III. Gab es einen «russischen Klenkaiismus»? // Berliner Jahrbuch fuer osteuropaeische Geschichte (1997). — Berlin, 1998. — С. 287—296.
- Konstantin Pobedonostsev and Political Culture of Late Imperial Russia // VI World Congress for Central and East European Studies. Abstracts. — Tampere, 2000. — С. 337.
- Konstantin Petrovich Pobedonostsev — Man and Politician // Russian Studies in History. — New York. Spring 2001. Vol. 39, No. 4. — С 8—32.
- Church, Regime, and Society in Russia (1880—1895) // Russian Studies in History — New York. Spring 2001. Vol. 39, No. 4. — C. 33—53.
- The State and Religious Heterodoxy in Russia (from 1880 to the Beginning of the 1890s) // Russian Studies in History — New York. Spring 2001. Vol. 39, No. 4. — С 54—65.
- The Orthodox Church in the Baltic Region and the Policies of Alexander Ill’s Government // Russian Studies in History — New York. Spring 2001. Vol. 39, No. 4. — С 66—76.
- The Religious Department and the Uniate Question, 1881—1894 // Russian Studies in History — New York. Spring 2001. Vol.39, No. 4. — С 77—85.

## Рецензии
- Андреев А. Ю. Alexander Polunov. Russia in the Nineteenth Century: Autocracy, Reform, and Social Change. 1814—1914 / Ed. by Larissa Zakharova, Thomas C. Owen; Translated by Marshall S. Shatz. Armonk; N. Y.: M. E. Sharpe, 2005 (А. Ю. Полунов. Россия в девятнадцатом веке: самодержавие, реформы и социальные изменения. 1814—1914 / Под ред. Л. Г. Захаровой и Т. Оуэна; Пер. М. Шатца. Армонк; Нью-Йорк: Изд-во М. Е. Шарп, 2005) // Вестник Московского университета. Серия 21: Управление (государство и общество). — М.: МГУ им. М. В. Ломоносова, 2007. — № 4. — С. 91—99. — ISSN 2073-2643.